# HD 110458
w Centauri
Ne doit pas être confondu avec ω (Omega) Centauri.
Désignations
w Centauri (en abrégé w Cen), également désignée HD 110458 ou HR 4831, est une étoile géante de la constellation australe du Centaure. Elle est visible à l'œil nu avec une magnitude apparente de 4,66. D'après la mesure de sa parallaxe annuelle par le satellite Hipparcos, l'étoile est distante d'environ ∼ 191 a.l. (∼ 58,6 pc) de la Terre. Elle se rapproche du Système solaire à une vitesse radiale de −12 km/s. D'après son mouvement dans l'espace, O. J. Eggen l'a répertoriée en 1972 comme un membre probable du courant des Hyades.
w Centauri est une géante rouge de type spectral K0III, ce qui indique qu'elle a épuisé les réserves en hydrogène de son noyau et qu'elle s'est refroidie et étendue. Elle est estimée être âgée de 2,6 milliards d'années et elle est 1,7 fois plus massive que le Soleil. Son rayon est devenu 11,6 fois plus grand que le rayon solaire, elle est 61 fois plus lumineuse que le Soleil et sa température de surface est de 4 682 K.